# جيمس هانلون
جيمس هانلون (بالإنجليزية: James Hanlon)‏ هو منتج أفلام ومصور سينمائي ومخرج وممثل أمريكي، ولد في 1966 في الولايات المتحدة.

## أعمال

### أفلام
- (1999) إظهار الموتى[4]

### مسلسلات
- إن سي آي إس
- عقول إجرامية
- كولد كيس
- ويدز

## وصلات خارجية
- جيمس هانلون على موقع IMDb (الإنجليزية)
- جيمس هانلون على موقع ألو سيني (الفرنسية)
- جيمس هانلون على موقع أول موفي (الإنجليزية)
- جيمس هانلون على موقع قاعدة بيانات الفيلم (الإنجليزية)
- جيمس هانلون على موقع كينوبويسك (الروسية)